# Izsrednost tira
Izsrédnost tíra (ekscéntričnost órbite) je v astronomiji in astrodinamiki število med 0 in 1, ki nam pove obliko eliptičnega tira nebesnega telesa. Če je izsrednost enaka nič, je tir krožnica. Ko narašča izsrednost proti vrednosti ena, pa postaja elipsa vedno bolj »ploščata«. Izsrednost tira je eden izmed šestih elementov tira, ki določajo lego in hitrost nebesnega telesa.
Izsrednost ima lahko vrednosti tudi enake 1 ali več. Če je vrednost enaka ena, je tir paraboličen, če pa je več kot ena, je tir hiperboličen. Take tire imajo nekateri kometi, ki sicer pridejo v bližino Sonca, vendar se nikoli več ne vrnejo.

## Izračun izsrednosti tira
Izsrednost tira se lahko izračuna iz tirnih vektorjev lege kot velikost vektorja izsrednosti:
{\displaystyle e=\left|{\vec {\mathbf {e} }}\right|\,\!,}
kjer je {\displaystyle {\vec {\mathbf {e} }}\,\!} vektor izsrednosti.
Za eliptični tir se lahko izračuna tudi iz razdalje apsidnih točk: periapside in apoapside:
{\displaystyle e={{d_{a}-d_{p}} \over {d_{a}+d_{p}}}=1-{\frac {2}{{\frac {d_{a}}{d_{p}}}+1}}={\frac {2}{{\frac {d_{p}}{d_{a}}}+1}}-1\,\!,}
kjer je {\displaystyle d_{p}\,\!} razdalja do periapside in {\displaystyle d_{a}\,\!} razdalja do apoapside.